# Bahnstrecke Turin–Genua
| Kopfbahnhof Streckenanfang · Kopfbahnhof Streckenanfang · Kopfbahnhof Streckenanfang                                              | 0,000           | Torino Porta Nuova Endstation FM 3                                          | 239 m                                                                       |
| Strecke nach rechts · Strecke · Strecke                                                                                           |                 | FM 3 nach Modane/von Mailand                                                | FM 3 nach Modane/von Mailand                                                |
| Kreuzung geradeaus unten · Abzweig geradeaus und von rechts                                                                       |                 | von Modane/von Mailand                                                      | von Modane/von Mailand                                                      |
| Strecke · Dienststation / Betriebs- oder Güterbahnhof                                                                             |                 | Torino Smistamento Nord                                                     | Torino Smistamento Nord                                                     |
| Strecke von rechts · Strecke · Strecke                                                                                            |                 | FM 1 FM 2 FM 4 FM 6 FM 7 von Torino Stura                                   | FM 1 FM 2 FM 4 FM 6 FM 7 von Torino Stura                                   |
| Bahnhof · Bahnhof · Kopfbahnhof Streckenende                                                                                      | 4,318           | Torino Lingotto                                                             | 234 m                                                                       |
| Kreuzung mit U-Bahn geradeaus unten (Querstrecke außer Betrieb) · Kreuzung mit U-Bahn geradeaus unten (Querstrecke außer Betrieb) |                 | Straßenbahn Turin–Saluzzo (bis 1950)                                        | Straßenbahn Turin–Saluzzo (bis 1950)                                        |
| Abzweig geradeaus und nach rechts · Strecke                                                                                       | 6,866           | Bivio Sangone FM 2 nach Pinerolo                                            | Bivio Sangone FM 2 nach Pinerolo                                            |
| Strecke mit Straßenbrücke Streckenanfang · Strecke mit Straßenbrücke Streckenende                                                 |                 | A 6                                                                         | A 6                                                                         |
| Brücke über Wasserlauf · Brücke über Wasserlauf                                                                                   |                 | Po                                                                          | Po                                                                          |
| Bahnhof · Bahnhof | 8,010           | Moncalieri                                                                  | 225 m                                                                       |
| Bahnhof · Bahnhof | 13,030          | Trofarello                                                                  | 233 m                                                                       |
| Strecke nach rechts · Abzweig geradeaus und nach links                                                                            |                 | FM 4 FM 7 nach Savona/FM 1 nach Chieri                                      | FM 4 FM 7 nach Savona/FM 1 nach Chieri                                      |
| Bahnhof | 16,441          | Cambiano-Santena                                                            | 243 m                                                                       |
| Haltepunkt / Haltestelle | 21,815          | Pessione bis 2009 Bahnhof                                                   | 249 m                                                                       |
| Bahnhof | 30,160          | Villanova d’Asti                                                            | 256 m                                                                       |
| Haltepunkt / Haltestelle | 32,975          | San Paolo Solbrito                                                          | 231 m                                                                       |
| Strecke mit Straßenbrücke |                 | A 21                                                                        | A 21                                                                        |
| Bahnhof | 40,771          | Villafranca-Cantarana                                                       | 156 m                                                                       |
| Haltepunkt / Haltestelle | 44,888          | Baldichieri-Tigliole (ehem. Bahnhof)                                        | 146 m                                                                       |
| Bahnhof | 48,613          | San Damiano d’Asti                                                          | 138 m                                                                       |
| Kreuzung mit U-Bahn geradeaus unten (Querstrecke außer Betrieb)                                                                   |                 | Straßenbahn Asti–Canale (bis 1935)                                          | Straßenbahn Asti–Canale (bis 1935)                                          |
| Abzweig geradeaus, von links und von rechts                                                                                       |                 | von Castagnole/von Chivasso                                                 | von Castagnole/von Chivasso                                                 |
| Bahnhof | 55,794          | Asti Endstation FM 6                                                        | 117 m                                                                       |
| Abzweig geradeaus, nach links und nach rechts                                                                                     |                 | nach Acqui/nach Mortara                                                     | nach Acqui/nach Mortara                                                     |
| Bahnhof | 65,177          | Castello d’Annone                                                           | 113 m                                                                       |
| Haltepunkt / Haltestelle | 68,317          | Rocchetta Tanaro-Cerro (ehem. Bahnhof)                                      | 110 m                                                                       |
| ehemaliger Haltepunkt / Haltestelle                                                                                               |                 | Cerro bis 1927                                                              | Cerro bis 1927                                                              |
| ehemaliger Haltepunkt / Haltestelle                                                                                               |                 | Masio-Quattordio ehem. Bahnhof, 2003 stillgel.                              | 107 m                                                                       |
| Bahnhof | 75,547          | Felizzano                                                                   | 101 m                                                                       |
| Bahnhof | 81,843          | Solero                                                                      | 99 m                                                                        |
| Strecke mit Straßenbrücke |                 | A 26                                                                        | A 26                                                                        |
| Abzweig geradeaus und von links                                                                                                   |                 | von Arona                                                                   | von Arona                                                                   |
| Brücke über Wasserlauf |                 | Tanaro                                                                      | Tanaro                                                                      |
| Bahnhof | 90,075          | Alessandria                                                                 | 96 m                                                                        |
| |                 |                                                                             |                                                                             |
| Abzweig geradeaus und nach rechts                                                                                                 |                 | nach San Giuseppe di Cairo und nach Cavallermaggiore/nach Ovada             | nach San Giuseppe di Cairo und nach Cavallermaggiore/nach Ovada             |
| |                 |                                                                             |                                                                             |
| Brücke über Wasserlauf |                 | Bormida                                                                     | Bormida                                                                     |
| Abzweig geradeaus und nach links                                                                                                  |                 | nach Piacenza                                                               | nach Piacenza                                                               |
| |                 |                                                                             |                                                                             |
| Haltepunkt / Haltestelle | 99,608          | Frugarolo-Boscomarengo bis 2010 Bahnhof, ehem. Übergang zur FVO             | 115 m                                                                       |
| |                 |                                                                             |                                                                             |
| ehemaliger Haltepunkt / Haltestelle                                                                                               |                 | Donna bis 2008                                                              | 137 m                                                                       |
| Strecke mit Straßenbrücke |                 | A 26/A 7                                                                    | A 26/A 7                                                                    |
| Abzweig geradeaus und nach links                                                                                                  |                 | nach Tortona                                                                | nach Tortona                                                                |
| Dienststation / Betriebs- oder Güterbahnhof                                                                                       | 110,082         | Novi San Bovo                                                               | Novi San Bovo                                                               |
| Abzweig geradeaus und von links                                                                                                   |                 | von Tortona                                                                 | von Tortona                                                                 |
| Bahnhof | 111,683         | Novi Ligure                                                                 | 197 m                                                                       |
| Haltepunkt / Haltestelle | 118,813         | Serravalle Scrivia (ehem. Bahnhof)                                          | 222 m                                                                       |
| Abzweig geradeaus und von links                                                                                                   |                 | von Mailand                                                                 | von Mailand                                                                 |
| Bahnhof | 123,132         | Arquata Scrivia                                                             | 240 m                                                                       |
| |                 |                                                                             |                                                                             |
| Verschwenkung von links · Verschwenkung von rechts                                                                                | 124,645         | Bivio/P.C. Scavalcamento links:, Via Diretta; rechts: Via Isola del Cantone | Bivio/P.C. Scavalcamento links:, Via Diretta; rechts: Via Isola del Cantone |
| |                 |                                                                             |                                                                             |
| Haltepunkt / Haltestelle | 125,752         | Rigoroso                                                                    | 258 m                                                                       |
| Grenze |                 | Grenze Piemont–Ligurien                                                     | Grenze Piemont–Ligurien                                                     |
| Haltepunkt / Haltestelle | 128,437         | Pietrabissara                                                               | 274 m                                                                       |
| Haltepunkt / Haltestelle | 133,205         | Isola del Cantone ehem. Bahnhof                                             | 298 m                                                                       |
| Bahnhof · Bahnhof | 137,017         | Ronco Scrivia                                                               | 325 m                                                                       |
| Strecke |                 | links: Via Mignanego; rechts: Via Busalla                                   | links: Via Mignanego; rechts: Via Busalla                                   |
| Haltepunkt / Haltestelle | 140,688         | Borgo Fornari per Voltaggio                                                 | 353 m                                                                       |
| Bahnhof | 142,270         | Busalla                                                                     | 360 m                                                                       |
| Tunnel |                 | Dei Giovi (3.265 m)                                                         | Dei Giovi (3.265 m)                                                         |
| Haltepunkt / Haltestelle | 148,288         | Piano Orizzontale dei Giovi ehem. Bahnhof                                   | 188 m                                                                       |
| Haltepunkt / Haltestelle | 152,690         | Genova Pontedecimo                                                          | 90 m                                                                        |
| Haltepunkt / Haltestelle | 154,136         | Genova San Biagio seit 2005                                                 | Genova San Biagio seit 2005                                                 |
| Bahnhof | 156,752         | Genova Bolzaneto                                                            | 47 m                                                                        |
| |                 |                                                                             |                                                                             |
| Abzweig geradeaus und nach links                                                                                                  | 158,979         | Bivio Rivarolo nach Genova P.P. (über Granarolo) /nach Genova Campasso      | Bivio Rivarolo nach Genova P.P. (über Granarolo) /nach Genova Campasso      |
| |                 |                                                                             |                                                                             |
| Abzweig geradeaus und nach links · Kreuzung geradeaus unten                                                                       |                 | nach Genova P.P. (über Granarolo)                                           | nach Genova P.P. (über Granarolo)                                           |
| Abzweig geradeaus und nach links · Kreuzung geradeaus unten                                                                       |                 | nach Genova Campasso                                                        | nach Genova Campasso                                                        |
| Bahnhof | 159,531         | Genova Rivarolo                                                             | 25 m                                                                        |
| Abzweig geradeaus und von rechts · Strecke                                                                                        |                 | von Asti                                                                    | von Asti                                                                    |
| Verschwenkung nach links · Verschwenkung nach rechts                                                                              | 160,136         | Quadrivio Torbella                                                          | Quadrivio Torbella                                                          |
| Verschwenkung von links · Verschwenkung von rechts                                                                                |                 | links: Via Bastioni; rechts: Via Sussidiaria                                | links: Via Bastioni; rechts: Via Sussidiaria                                |
| Dienststation / Betriebs- oder Güterbahnhof · Strecke                                                                             | 161,470         | Genova Sampierdarena Smistamento                                            | Genova Sampierdarena Smistamento                                            |
| Strecke von links · Abzweig geradeaus und nach rechts · Strecke                                                                   |                 |                                                                             |                                                                             |
| Kreuzung geradeaus unten · Abzweig geradeaus, nach rechts und von rechts · Strecke                                                |                 | nach und von Ventimiglia                                                    | nach und von Ventimiglia                                                    |
| Strecke nach rechts · Strecke · Strecke                                                                                           |                 | zum Hafen Genua                                                             | zum Hafen Genua                                                             |
| Bahnhof · Bahnhof | (0,000) 162,219 | Genova Sampierdarena                                                        | 9 m                                                                         |
| Haltepunkt / Haltestelle · Strecke                                                                                                | (0,980)         | Genova Via di Francia seit 2005                                             | Genova Via di Francia seit 2005                                             |
| Dienststation / Betriebs- oder Güterbahnhof · Strecke                                                                             | (2,182)         | Genova Marittima U.M. Santa Limbania                                        | Genova Marittima U.M. Santa Limbania                                        |
| Tunnelanfang · Strecke |                 |                                                                             |                                                                             |
| Strecke (im Tunnel) · Abzweig geradeaus und von links                                                                             |                 |                                                                             |                                                                             |
| Haltepunkt / Haltestelle (im Tunnel) · Bahnhof                                                                                    | (2,781) 165,288 | Genova Piazza Principe                                                      | Genova Piazza Principe                                                      |
| Strecke (im Tunnel) · Strecke |                 | nach Pisa                                                                   | nach Pisa                                                                   |

| Bahnhof                                                     | 10,484       | Arquata Scrivia                                                            | 240 m                                                                      |
|                                                             |              |                                                                            |                                                                            |
| Verschwenkung von links · Verschwenkung von rechts          | 8,971        | Bivio/P.C. Scavalcamento links: Via Diretta; rechts: Via Isola del Cantone | Bivio/P.C. Scavalcamento links: Via Diretta; rechts: Via Isola del Cantone |
|                                                             |              |                                                                            |                                                                            |
| Tunnel                                                      |              | Borlasca (4.049 m)                                                         | Borlasca (4.049 m)                                                         |
| Bahnhof · Bahnhof                                           | 0,000 22,044 | Ronco Scrivia                                                              | 325 m                                                                      |
| Strecke                                                     |              | links: Via Mignanego; rechts: Via Busalla                                  | links: Via Mignanego; rechts: Via Busalla                                  |
| Tunnel                                                      |              | Ronco Scrivia (8.291 m)                                                    | Ronco Scrivia (8.291 m)                                                    |
| Bahnhof                                                     | 13,248       | Mignanego                                                                  | 221 m                                                                      |
| Bahnhof                                                     | 6,279        | Genova San Quirico                                                         | Genova San Quirico                                                         |
| Abzweig geradeaus und nach links · Kreuzung geradeaus unten | 1,513        | Bivio/P.C. Fegino nach Genova P.P. (über Granarolo)                        | Bivio/P.C. Fegino nach Genova P.P. (über Granarolo)                        |
| Abzweig geradeaus und nach links · Kreuzung geradeaus unten | 1,132        | Bivio Succursale nach Genova Campasso                                      | Bivio Succursale nach Genova Campasso                                      |
| Abzweig geradeaus und von rechts                            | 0,305        | Bivio Polcevera von Asti                                                   | Bivio Polcevera von Asti                                                   |
| Verschwenkung nach links · Verschwenkung nach rechts        | 0,000        | Quadrivio Torbella                                                         | Quadrivio Torbella                                                         |
|                                                             |              |                                                                            |                                                                            |
| Bahnhof                                                     |              | Genova Piazza Principe                                                     | Genova Piazza Principe                                                     |

Die Bahnstrecke Turin–Genua ist eine italienische Hauptbahnstrecke, die von der Rete Ferroviaria Italiana betrieben wird. Sie verbindet die Städte Turin und Genua und ist circa 169 Kilometer lang.

## Geschichte
Die Bahnstrecke entstand auf Anordnung der Regierung des Königreichs Sardinien, welche auch die Kosten für den Bau übernahm. Die Bauarbeiten begannen am 13. Februar 1845 und wurden am 18. Dezember 1853 abgeschlossen. Die Strecke hatte damals eine Länge von 166 Kilometern. Für die Durchquerung des Apenningebirges wurde der Giovi-Tunnel mit einer Länge von 3259 Metern angelegt. Dieser stellte für einige Zeit den längsten Tunnel der Welt dar.
Das Königreich Sardinien war relativ spät in den Eisenbahnbau in Europa eingestiegen und beschloss nach längeren Debatten, den Bau der wichtigen Bahnstrecke aus staatlichen Geldern zu finanzieren. Die Fertigstellung der Bahnverbindung stellte auf nationaler, aber auch auf internationaler Ebene ein bedeutendes Ereignis dar und wurde mit regem Interesse von der Presse verfolgt.
Die gesamte Bahnstrecke war bereits bei ihrem Bau zweigleisig angelegt. Dafür mussten zahlreiche Brücken konstruiert, erhebliche Erdmassen abgetragen und mehrere Tunnel angelegt werden. Dies alles verursachte enorme Kosten. Es wurde zunächst nicht die Bahnstrecke auf ihrer Gesamtlänge eröffnet, sondern die jeweils fertiggestellten Streckenabschnitte. Bei den diversen Eröffnungen waren die Bahnhöfe teilweise noch nicht fertiggestellt und lediglich ein Gleis befahrbar.
Die Strecke wurde von 1910 bis 1922 mit Dreiphasenwechselstrom elektrifiziert und von 1961 bis 1964 auf 3-kV-Gleichstrom umgestellt.
1963 wurde der Granarolo Tunnel eröffnet. Damit war eine direkte Verbindung mit dem Bahnhof Genova Piazza Principe hergestellt. Über den Teilabschnitt der Succursale dei Giovi konnte somit der Verkehrsknotenpunkt im genuesischen Stadtteil Sampierdarena entlastet und die Gesamtfahrzeit auf der Strecke Turin–Genua verringert werden.
Im Jahr 1994 wurde die Bahnstrecke bei Alessandria durch eine Überschwemmung verwüstet. Der Fluss Tanaro war damals über die Ufer getreten.

## Streckenverlauf
Der Bahnhof Torino Porta Nuova wird in der Senke des Po südwärts verlassen, um den Fluss bei Moncalieri zu queren und danach, unter südlicher Umfahrung der Colline del Po (Collina Torinese), nun wieder ostwärts, das weite Becken der Banna geradlinig bis zum Eintritt in das Hügelland der  Langhe bei San Paolo Solbrito zu erschließen. Nach Übertritt in das Einzugsgebiet des Tanaro wird Asti und in weiterer Folge Alessandria in der Oberen Poebene erreicht. Nun wendet sich die Trassierung, noch im flachen Terrain, geradlinig südostwärts bis Serravalle Scrivia, wo in das Tal des Scrivia und damit in den Ligurischen Apennin eingetreten wird. Wenige Kilometer weiter südlich, in Arquata Scrivia, fädelt die Bahnstrecke Mailand–Genua ein und hier beginnt auch die parallele Ergänzungslinie (Ferrovia succursale dei Giovi), die ab 1889 zur Kapazitätssteigerung errichtet wurde. Bis Busalla kreuzt dabei bei der Altstrecke, die im Tal verläuft, mehrmals den Fluss und Bergsporne in Tunnels. Die Ergänzungslinie, die sich in Ronco Scrivia mit der Altstrecke wieder verknüpft, verläuft hingegen meist im westlichen Talhang (Galleria Borlasca mit rund 4 Kilometer vor Ronco Scrivia), um den Kamm im rund 8,3 Kilometer langen Tunnel Galleria Ronco Scrivia bis Mignanego westlich der Altstrecke zu bewältigen. Der Kulminationspunkt der Altstrecke hingegen wird wenige Kilometer südlich im Tal in Busalla auf 360 m Seehöhe erreicht, von wo aus die rund 3 Kilometer lange Galleria dei Giovi mit knapp 30 Promille Gefälle nach Chiesa Giovi führt.
Ab Mignanego hält sich die Altstrecke, seit dem südlichen Tunnelmund im Maximalgefälle von knapp 35 Promille noch bis zur Stazione di Piano Orizzontale dei Giovi, an den östlichen Talhangfuß im Tal des Polcevera bzw. eines Oberlaufs. Die Ergänzungslinie wurde wegen der flacheren Trassierung an und in den westlichen Talhang mit zahlreichen teuren Kunstbauten, darunter das Viadukt von Campomorone, gebaut. Bei Rivarolo, bereits im nördlichen Genua, erfolgt die Einfädelung in die Altstrecke sowie die direkte Verknüpfung mit dem Bahnhof Genova Piazza Principe über den Granarolo-Tunnel. Die Altstrecke fährt das Tal bis zur Mündung an das Ligurische Meer im Hafen von Genua aus, um nach Abgabe der Bahnstrecke Genua–Ventimiglia ostwärts im Stadtgebiet zum Endpunkt Bahnhof Piazza Principe zu verlaufen.

## Die Bahnstrecke heute

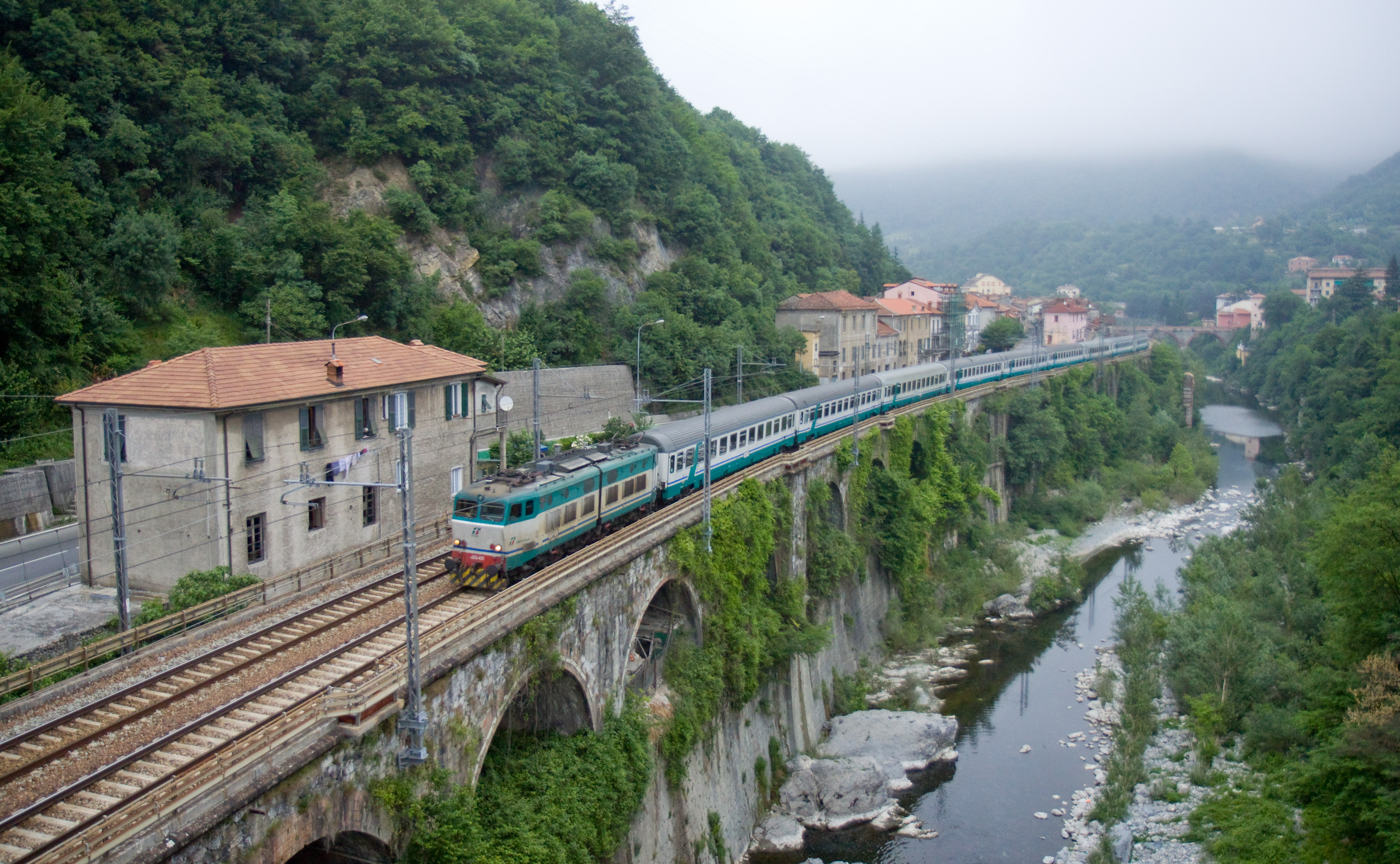
InterCity auf der Fahrt bei Isola del Cantone

Heute wird der Personenverkehr von der italienischen Gesellschaft Trenitalia gefahren. Auf der Bahnstrecke verkehren neben Regional- und Expresszügen auch Züge der Kategorien InterCity, InterCity Notte und Eurostar.
Durch den Einsturz des Polcevera-Viadukts am 14. August 2018 waren zwei der drei zweigleisigen Strecken westlich des Bahnhofs Genova Piazza Principe, auf die Trümmer fielen, blockiert. Nur die Strecke durch den Granarolo-Tunnel stand noch zur Verfügung. Erst am 4. Oktober 2018 waren die Strecken wieder befahrbar.